# Emil Jönsson

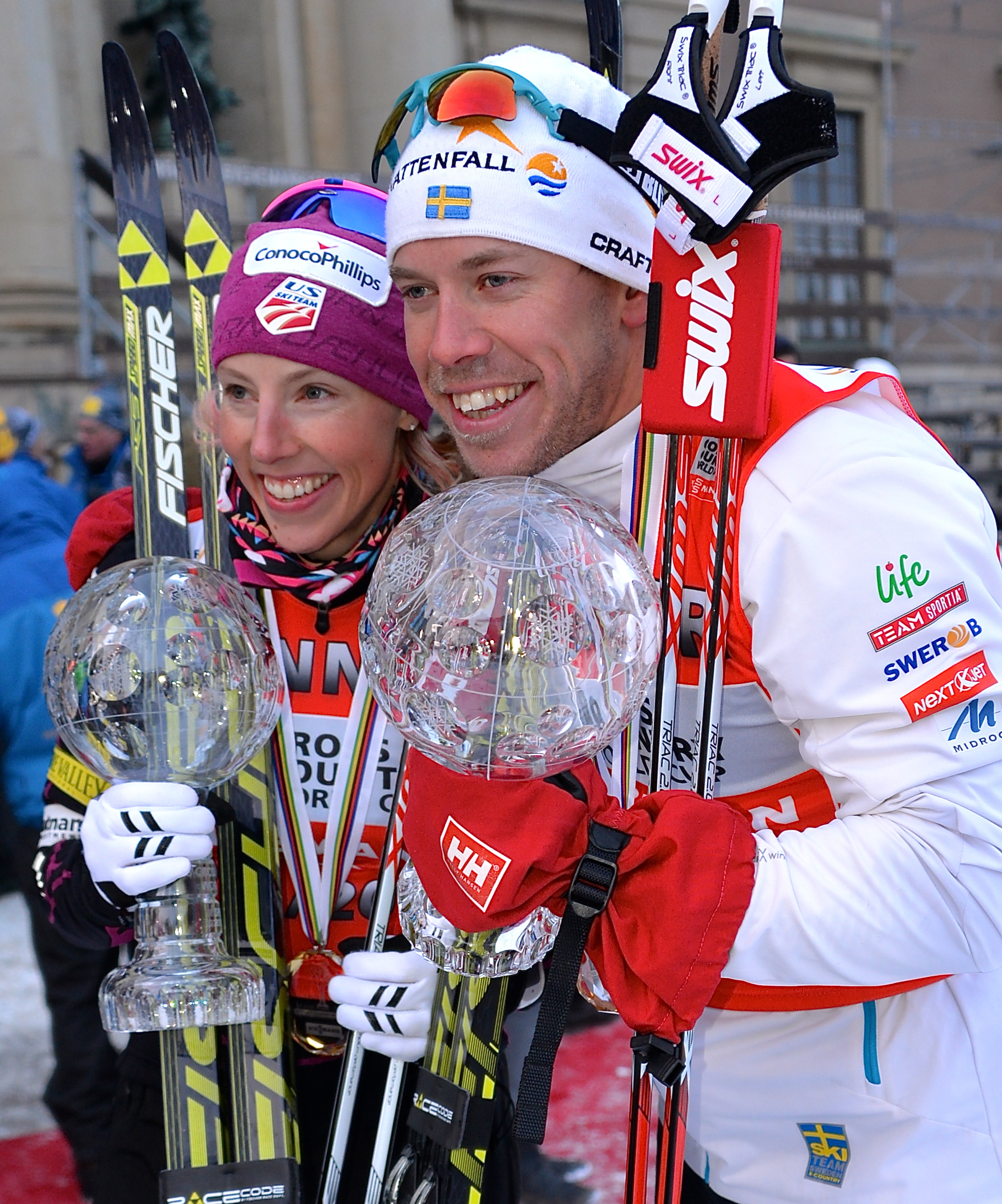
Sprintvinnarna i världscupen 2012/2013, Kikkan Randall och Emil Jönsson, i Stockholm den 20 mars 2013.

Karl Emil Jönsson Haag, född Jönsson 15 augusti 1985 i Årsunda församling i Gävleborgs län, är en svensk före detta längdskidåkare som specialiserat sig på sprint. Han är uppvuxen i Årsunda och tävlade tidigare för Årsunda IF och IFK Mora SK, men representerade från och med säsongen 2016–2017 den egna klubben, Anna & Emil Sportklubb

## Karriär
Jönsson fick sitt genombrott på internationell seniornivå som 21-åring säsongen 2006/2007 efter att ha tagit en bronsmedalj i sprint på junior-VM 2005. I december 2006 vann han sensationellt sprintkvalet Kuusamo och följde upp med en sjätteplats i a-finalen. Han deltog i VM 2007 i Sapporo i Japan där han kom på sjätte plats. I den totala sprintvärldscupen 2006/2007 kom han på tredje plats. Sin första världscupseger tog han den 26 januari 2008 då han vann fristilssprinten i Canmore i Alberta i Kanada. Jönsson kom tvåa i sprintvärldscupen 2007/2008 endast slagen med två poäng av norrmannen Ola Vigen Hattestad.
Han vann sin andra världscupseger i januari 2009 och hade höga förväntningar på sig inför VM 2009 i Liberec men åkte där ut i kvartsfinalen i sprinten efter att ha hamnat för långt bak i fältet inför upploppet. I kvalet tidigare samma dag hade han slutat femma.
Vid olympiska vinterspelen 2010 i Vancouver var han återigen storfavorit men blev utslagen efter en tredjeplats i ena semifinalen. Denna säsong, 2009/2010 vann Emil Jönsson sprintvärldscupen med 506 poäng, 154 poäng före tvåan Petter Northug. 
Säsongen 2010/2011 vann Jönsson sin första mästerskapsmedalj, i sprint i VM i Holmenkollen. I och med sprintsegern den 13 mars 2011 i Lahtis tog Jönsson hem säsongens sprintcup. Ytterligare en seger kom i slottssprinten kring Stockholms slott den 16 mars 2011. Denna var en del av världscupavslutningen som Jönsson efter det andra loppet – en prolog på 3,3 km – låg tvåa i. Det tredje loppet var en dubbeljakt över 20 km som Jönsson blev sjua i, vilket var hans bästa resultat i ett distanslopp i världscupen. Efter den avslutande jaktstarten blev han tia sammanlagt. Jönsson slutade sexa i den totala världscupen 2010/2011. 
I Canmore i Kanada vann han 15 december 2012  sin tolfte världscupseger i sprint och blev därmed den längdskidåkare med flest sprintsegrar i karriären. Norrmännen Jens Arne Svartedal och Ola Vigen Hattestad har båda elva segrar. Jönsson vann sprintcupen totalt för säsongen 2012/2013. Prisutdelningen skedde i Stockholm under Royal Palace Sprint.
I OS i Sotji 2014 vann han en bronsmedalj i fristilssprinten. Jönsson tröttnade tidigt i loppet och släppte en stor lucka framåt men efter att tre andra åkare, bland andra Marcus Hellner, åkt omkull kom Jönsson tillbaka. Segrade gjorde Ola Vigen Hattestad och Teodor Peterson tog silver.
Han avslutade sin tävlingskarriär våren 2018. Efter avslutad karriär började han åka som seende ledsagare till Zebastian Modin, och de två vann VM-guld i Prince George 2019. Vid paralympiska vinterspelen i Peking 2022 tog Modin silver på 12,5 km samt brons på 20 km och i sprint med Jönsson som ledsagare.

## Privatliv och övrigt
Emil Jönsson är gift med längdåkaren Anna Jönsson Haag. Båda tog efter giftermålet det dubbla efternamnet Jönsson Haag.
Jönsson har även varit med och vunnit Fångarna på Fortet med laget "Skidlandslaget" som i övrigt bestod av Anna Haag, Charlotte Kalla och Robin Bryntesson. 
Våren 2021 publicerades hans bok Lev, njut, träna (Mondial förlag), skriven tillsammans med Anna Jönsson Haag. Våren 2022 kom parets andra bok, Ut!.

## Meriter

### Världscupdeltävlingssegrar

#### Individuellt
| Datum            | Land     | Ort        | Disciplin             |
| ---------------- | -------- | ---------- | --------------------- |
| 26 januari 2008  | Kanada   | Canmore    | Sprint, fristil       |
| 16 januari 2009  | Kanada   | Vancouver  | Sprint, klassisk stil |
| 17 januari 2010  | Estland  | Otepää     | Sprint, klassisk stil |
| 6 februari 2010  | Kanada   | Canmore    | Sprint, klassisk stil |
| 11 mars 2010     | Norge    | Drammen    | Sprint, klassisk stil |
| 4 december 2010  | Tyskland | Düsseldorf | Sprint, fristil       |
| 12 december 2010 | Schweiz  | Davos      | Sprint, fristil       |
| 20 februari 2011 | Norge    | Drammen    | Sprint, fristil       |
| 13 mars 2011     | Finland  | Lahtis     | Sprint, klassisk stil |
| 4 mars 2012      | Finland  | Lahtis     | Sprint, klassisk stil |
| 8 december 2012  | Kanada   | Quebec     | Sprint, fristil       |
| 15 december 2012 | Kanada   | Canmore    | Sprint, fristil       |
| 9 mars 2013      | Finland  | Lahtis     | Sprint, fristil       |

#### Stafett
| Datum           | Land   | Ort       | Disciplin     |
| --------------- | ------ | --------- | ------------- |
| 18 januari 2009 | Kanada | Vancouver | Sprintstafett |

### Övriga segrar
| Datum           | Land     | Ort        | Disciplin                                        |
| --------------- | -------- | ---------- | ------------------------------------------------ |
| 4 januari 2010  | Tjeckien | Prag       | Sprint (deltävling i Tour de Ski)                |
| 23 januari 2010 | Sverige  | Piteå      | SM - Sprint                                      |
| 2 januari 2011  | Tyskland | Oberstdorf | Sprint, klassisk stil (deltävling i Tour de Ski) |
| 16 mars 2011    | Sverige  | Stockholm  | Sprint, klassisk stil (deltävling i Finaltouren) |
| 17 januari 2014 | Sverige  | Umeå       | SM - Stafett                                     |
| 1 februari 2015 | Sverige  | Örebro     | SM - Sprint                                      |

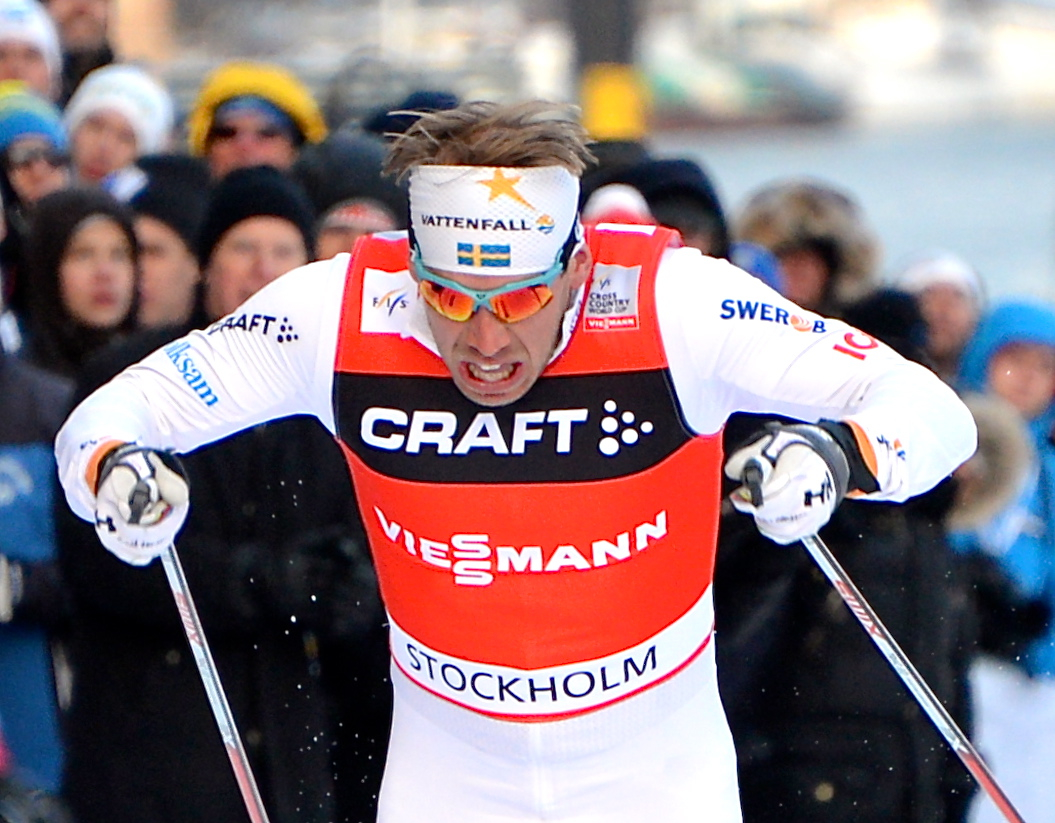
Emil Jönsson spurtar i Royal Palace Sprint i Stockholm den 20 mars 2013.
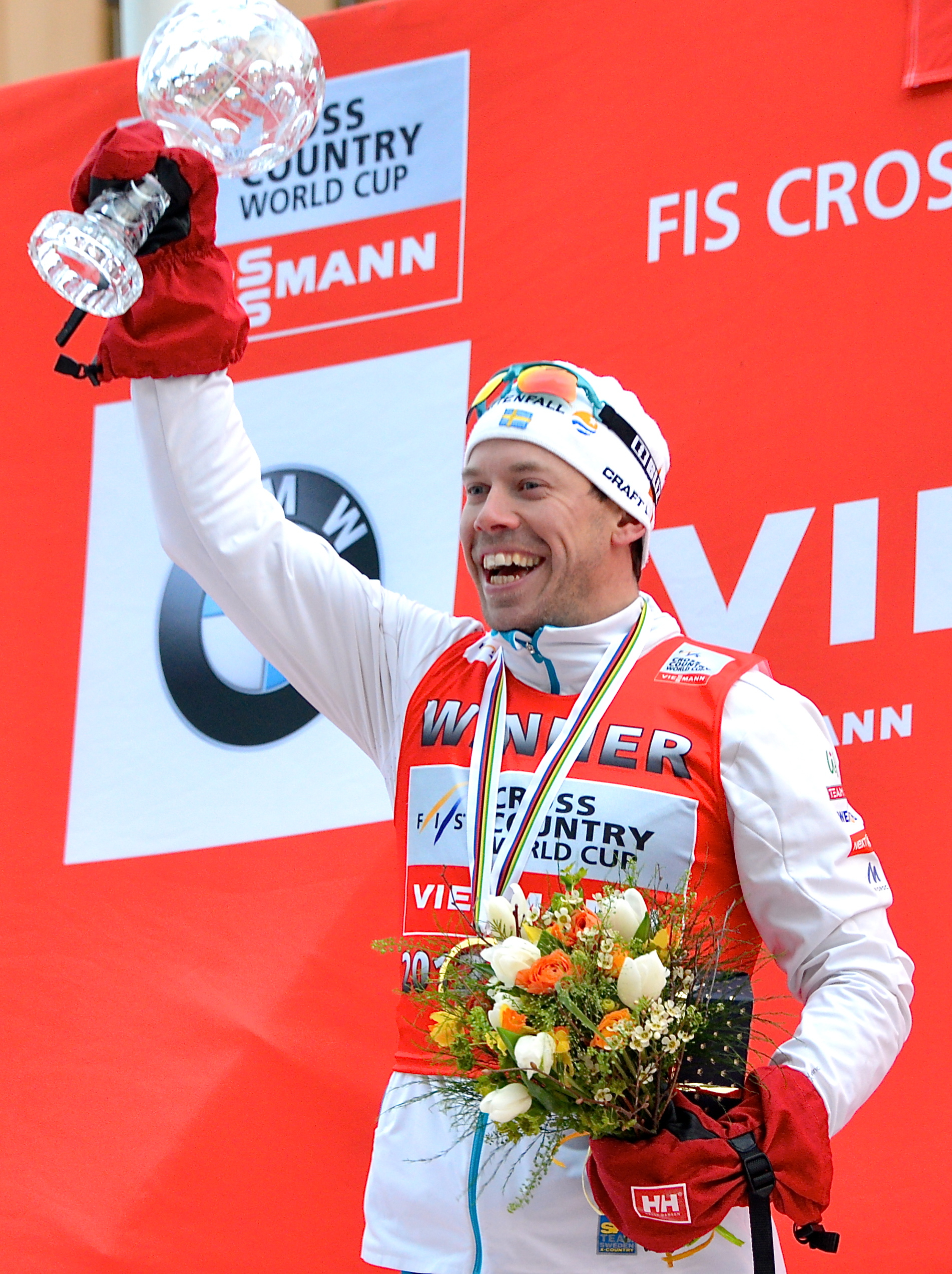
Emil Jönsson vinner sprintercupen 2012-13.
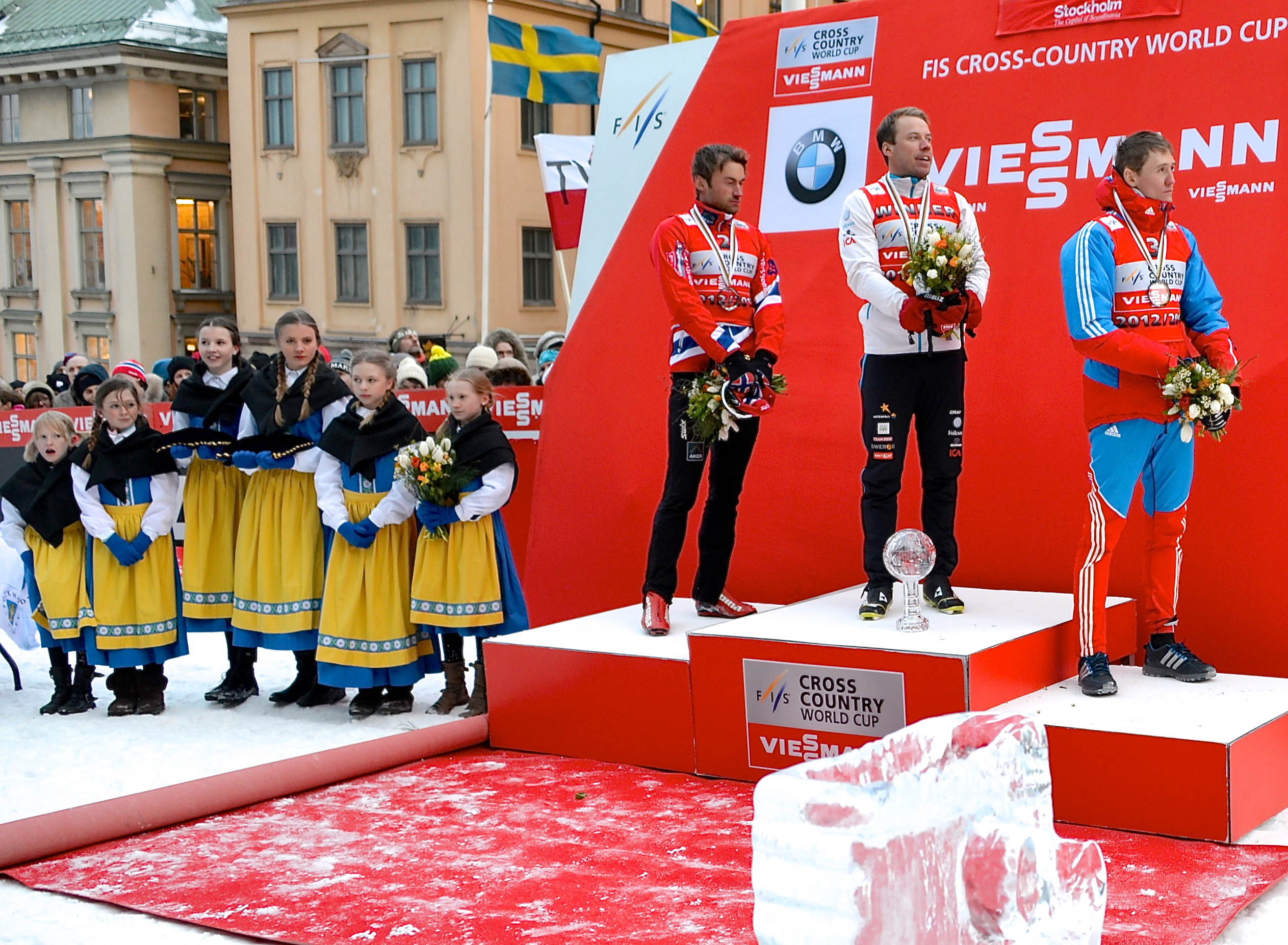
Prisutdelning med de tre främsta i slutställningen av sprintcupen 2012-13: Petter Northug, Emil Jönsson och Nikita Krjukov.
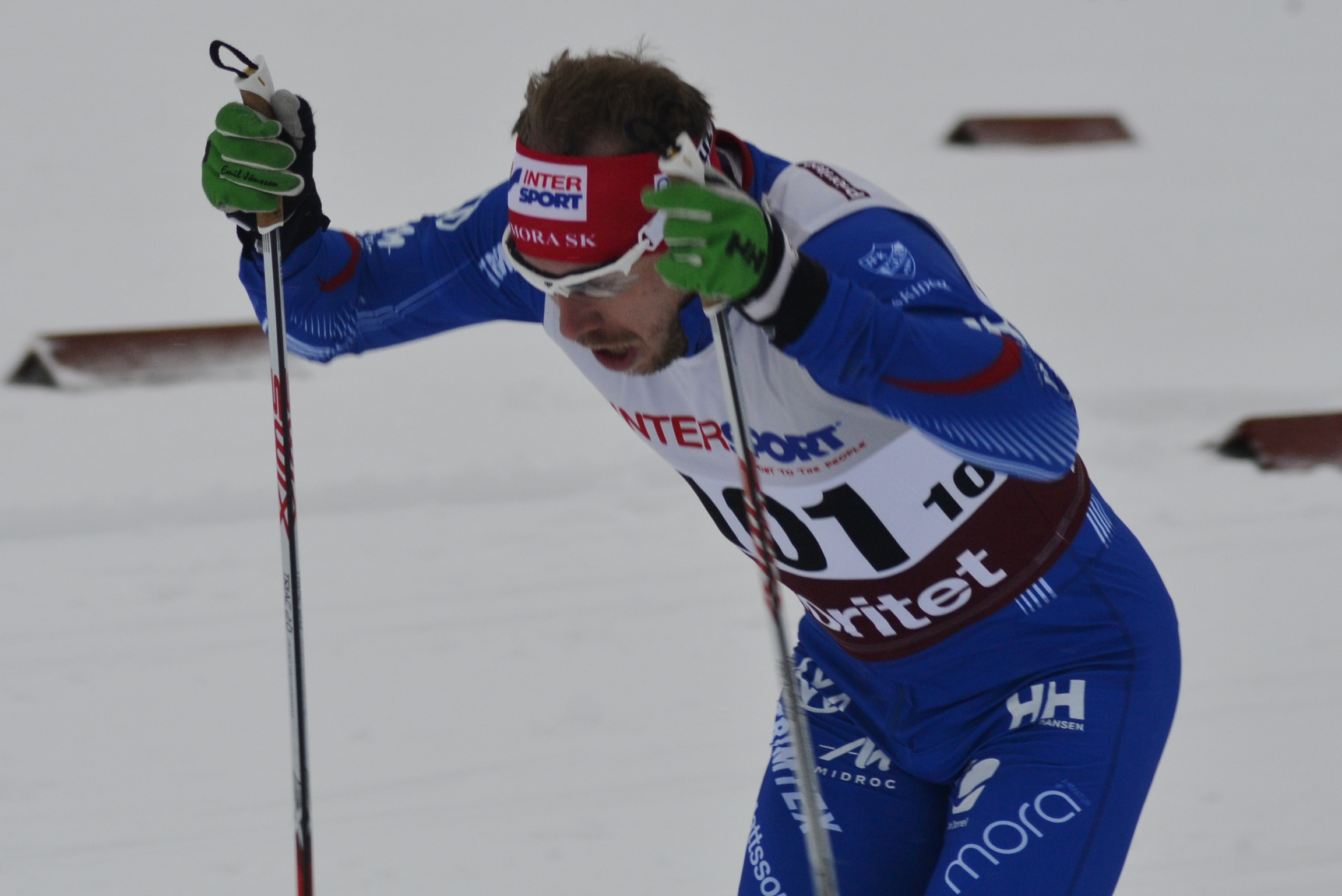
Jönsson under SM i Örebro 2015
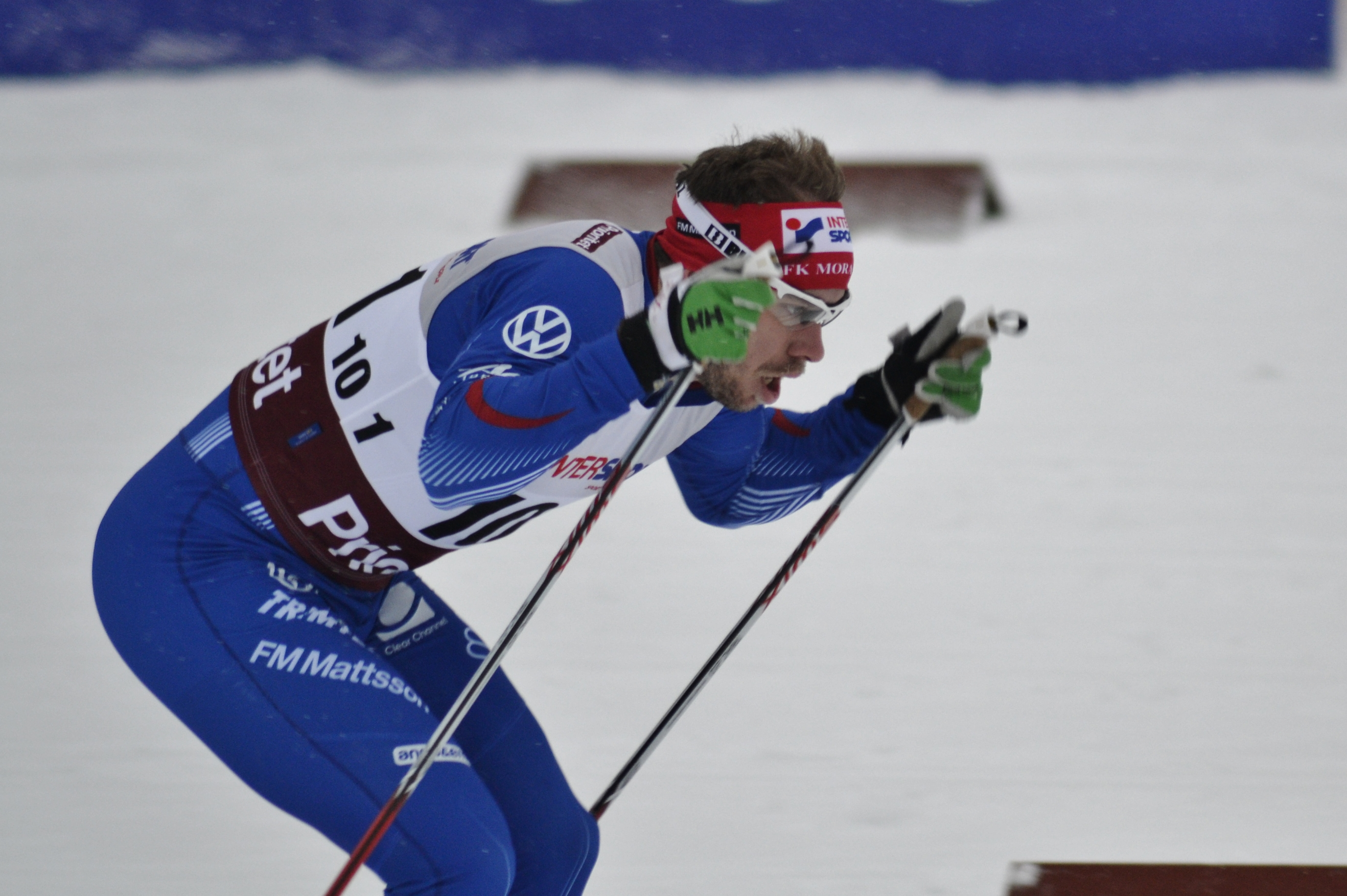
Jönsson under SM i Örebro 2015